# Andrés Scotti
Andrés Scotti Ponce de León (ur. 14 grudnia 1975 w Montevideo) – urugwajski piłkarz występujący na pozycji obrońcy w Nacionalu Montevideo.

## Kariera piłkarska

### Klubowa
Andrés Scotti karierę rozpoczynał w 1993 roku, w zespole Independiente Flores. W sezonie 1996 grał w drużynie Central Español Montevideo. Rok później wystąpił 12-krotnie w lidze, w barwach Montevideo Wanderers. W 1998 roku podpisał kontrakt z CD Huachipato. Przez 2 sezony grał 52 razy w lidze i strzelił 6 bramek. Następnie pierwszą część sezonu 2001/2002 rozegrał jako zawodnik CF Puebla. Potem z powrotem trafił do Wanderers. W sezonie 2001 rozegrał 38 meczów w lidze. Strzelił 3 bramki. Rok później przywdział koszulkę Nacionalu Montevideo. W 2003 roku przyjechał do Europy, gdyż podpisał kontrakt z Rubinem Kazań. W sumie w rosyjskiej Priemjer-Lidze grał 108 razy i strzelił 12 bramek. Przed rundą wiosenną sezonu 2006/2007 został piłkarzem Argentinos Juniors Buenos Aires. Tu grał 71-krotnie. Od 8 stycznia 2010 jest piłkarzem CSD Colo-Colo.

### Reprezentacyjna
Scotti grał z reprezentacją Urugwaju na Copa América 2007. Swą jedyną bramkę w reprezentacji strzelił 9 września 2009 roku przeciwko Kolumbii.